# Samolepka (graffiti)
Samolepka v kontextu graffiti slouží jakožto pomocný nástroj, který obsahuje častokrát autorův pseudonym či název uskupení, jehož je členem. Samolepka může mimo jiné nést informaci ohledně politických a sociálních otázkách. Daný aktér je pak umisťuje v prostoru veřejném.

## Definice
Akt vylepování samolepek ve veřejném prostoru (na místech jako dopravní značky, sloupy veřejného osvětlení nebo veřejná doprava) bývá často označován anglickým termínem „sticker bombing“, tedy bombardování nálepkami. Veřejné prostranství tak slouží k tomu, aby si data, která samolepka obsahuje, přečetl či prohlédl kdokoliv, kdo prochází v bezprostřední blízkosti. Z toho důvodu se tento způsob předání informací veřejnosti stal populární nejen pro tvůrce graffiti, ale i pro street artisty a aktivisty. Mezi jeden ze dvou základních způsobů patří využití samolepky jakožto malého plátna, na které je tvořeno graffiti pomocí fixů v podobě tagů, throw upů a pieců. Druhou variantou jest vytisknutí již personalizované nálepky s požadovaným nápisem či jinou informací. Zároveň dalo samolepkové graffiti vzniknout speciální subkultuře, kdy si je tvůrci mezi sebou vyměňují a sbírají.

## Typy samolepek
Existuje mnoho příkladů, které se liší v závislosti na použitém materiálu pro jejich výrobu nebo samotném stylu vzhledu. Mezi velmi populární nálepky dle materiálu na poli graffiti scény patří takzvané skořápkové samolepky (anglicky eggshell stickers), které jsou vyrobeny z ultradestruktivní hmoty, jež zabraňuje jejich sloupnutí, neboť se při pokusu o odstranění ulomí vždy jen nepatrná část, čímž prodlouží celý proces i na několik hodin.